# Rhythmeen
Rhythmeen ist das zwölfte Studioalbum der amerikanischen Bluesrock-Band ZZ Top. Es erschien im September 1996 bei RCA Records. Mit rund 310.000 in den USA verkauften Einheiten war es das erste Album der Band seit dem 1973 erschienenen Tres Hombres, das in den USA weder Gold- noch Platinstatus erreichte.

## Entstehung
Bei den Aufnahmen verwendete die Band keinerlei Overdubs, sondern spielte die Titel als „echtes Trio“ ähnlich wie bei Probeaufnahmen ein. Ausschlaggebend hierfür waren neben dem Wunsch der langjährigen Fans der Band die Aufnahmen zu dem Stück She’s Just Killing Me für den Soundtrack zum Film From Dusk Till Dawn. Unter enormem Zeitdruck schrieb die Band das Lied in 30 Minuten und nahm es innerhalb weiterer 30 Minuten auf. Regisseur Robert Rodriguez gefiel der raue und unbearbeitete Klang des Stückes, sodass es nicht nachbearbeitet wurde. Später nahm Rodriguez mit der Band ein Musikvideo zu dem Lied auf. Für Billy Gibbons war die Aufnahme dieses Liedes ein Anzeichen dafür, dass die Musik von ZZ Top auch ohne das Übereinanderlegen von bis zu acht separat eingespielten Tonspuren funktionieren könne.
Einige Stücke des Albums hatte die Band bereits während der Continental Safari Summer-Tournee gespielt, die sie im Sommer 1996 durch Europa, Russland und Südafrika geführt hatte. Sowohl Bandmanager Bill Ham als auch das Management der Plattenfirma wollte die musikalische Rückorientierung der Band zum rhythmusbetonten Texas Blues der 1970er-Jahre vorab testen lassen und übergaben das Lied What’s Up with That einer Radiostation in Chicago. Die Reaktionen der Testhörer waren durchweg positiv, und die Single erschien Anfang September in den USA. Zu der Promotionskampagne gehörten Auftritte in der Letterman-Show und bei den Billboard Music Awards ebenso wie der offizielle Start der Band-Website.
Der Albumtitel Rhythmeen soll für mean rhythm (deutsch: „fieser Rhythmus“) stehen, der nach Meinung der Band das Grundgerüst einer wahren ZZ-Top-Platte sein sollte.

## Titelliste
1. Rhythmeen (Gibbons) – 3:53
2. Bang Bang (Gibbons) – 4:28
3. Black Fly (Gibbons) – 3:31
4. What’s Up with That (Gibbons, Hardy, Ingram, Rice) – 5:19
5. Vincent Price Blues (Beard, Gibbons, Hill) – 6:04
6. Zipper Job (Beard, Gibbons, Hill) – 4:14
7. Hairdresser (Gibbons) – 3:48
8. She’s Just Killing Me (Beard, Gibbons, Hill) – 4:55
9. My Mind Is Gone (Gibbons, Hardy, Moon, Wonder) – 4:06
10. Loaded (Gibbons) – 3:47
11. Pretty Head (Beard, Gibbons, Hill) – 4:37
12. Hummbucking, Pt. 2 (Beard, Gibbons, Hill) – 5:13

## Rezeption
Stephen Thomas Erlewine von Allmusic sieht die Band mit dem Album wieder im Blues angekommen. Die Musik auf Rhythmeen klinge eher nach Garagenrock und Blues als auf dem Vorgänger Antenna, allerdings sei es der Band nicht gelungen, genügend gute Lieder zu schreiben. So sei es ein Album für die langjährigen Fans geworden, andere würden sich jedoch beim Hören fragen, wo denn die Hooklines geblieben seien. Hanno Kress vom Rock Hard schrieb, dass das Album Zeit brauche, weil sich zunächst kein Hit darauf befände. Die Band verzichte „schlicht auf allzu poppige Arrangements und bombastische Produktion“, und nach mehrmaligem Hören entdecke man „ein sehr schönes, bluesig-hartes Album“. Daniel Böhm vom Magazin Rocks bezeichnet Rhythmeen als das mit „Abstand härteste Album ihrer Geschichte“, ZZ Top finde „zurück zum echten Blues und kappt sämtliche musikalische Bande mit den Achtzigern“.